# 신화로 (영천시)
신화로(Sinhwa-ro)는 대한민국의 경상북도 영천시 신녕면에서 시작하여, 화남면을 거쳐 연결하는 도로이다.

## 노선 경로
- 삼거리 명칭 미상 - 장수로 (국도 제28호선)
- 삼거리 명칭 미상 - 가래실로
- 삼거리 명칭 미상 - 천문로 (국도 제35호선)